# Kinh tế Đàng Trong thời Lê trung hưng
Kinh tế Đàng Trong thời Lê trung hưng trong lịch sử Việt Nam phản ánh những vấn đề liên quan tới hoạt động kinh tế thuộc vùng đất do chúa Nguyễn quản lý.

## Nông nghiệp

### Chế độ ruộng đất
Từ năm 1600, Nguyễn Hoàng bắt đầu ly khai họ Trịnh, trực tiếp quản lý việc thu thuế đất này. Năm 1618, ông sai người đo đạc ruộng công của các xã để thu thuế.
Năm 1669, Nguyễn Phúc Tần sai Hồ Quảng Đại đi đo đạc ruộng đất ở các huyện, định ra 3 bậc và chia các hạng ruộng để thu thuế thóc.
Ruộng đất ở Thuận Quảng khá nhỏ hẹp so với Bắc Hà. Ruộng đất công Đàng Trong chia làm "quân điền trang" và "quan đồn điền" thuộc quyền quản lý của chúa Nguyễn. Chúa Nguyễn cấp ruộng này cho người thân thích và công thần. Ruộng đất ở các xã được phân chia theo lệ làng. Sang thế kỷ 18, mỗi xã dân được chia 5-6 sào ruộng, binh lính thì được khẩu phần gấp 3 lần.
Ruộng đất tư được gọi là bản bức tư điền. Các chúa Nguyễn có chính sách kích thích sự phát triển ruộng tư: các đầm, đất thổ nhưỡng chiêm trũng, vùng nhiễm mặn, rừng rú đều được cải tạo thành các làng xã mới.
Chính sách cho phép các nhà giàu mộ dân phiêu tán vào nam khai phá đất mới đã tạo điều kiện hình thành bộ phận tư hữu ruộng đất. Việc kiêm tính ruộng đất xảy ra ở vùng Nam Bộ mới hình thành, tạo ra các địa chủ lớn.
Từ năm 1669, Nguyễn Phúc Tần bắt đầu ban hành phép thu thuế với mức thu không quá nặng, nhưng các quan lại coi việc thu quá nhiều, hay phiền nhiễu nhân dân, tham nhũng khiến nhân dân bị bóc lột nặng nề.

### Sản xuất nông nghiệp
Từ khi khai phá Nam Bộ, các chúa Nguyễn có chính sách quan tâm đến nông nghiệp. Hàng loạt con sông và kênh được đào vét ở Thuận Quảng, điển hình như kênh Trung Đan và Mai Xá. Sang thế kỷ 18, những vùng đất hoang vu ở Nam Bộ đã trở thành ruộng phì nhiêu, ruộng tốt bậc nhất Đại Việt.
Nghề nông Đàng Trong đã tạo ra 26 giống lúa nếp và 23 giống lúa tẻ. Ngoài ra, nông dân còn trồng khoai, ngô, hạt bo bo (tức ý dĩ), vừng (gọi là mè) và các cây ăn quả gồm mãng cầu (na), mít, xoài, chuối; các loại rau.

## Thủ công nghiệp

### Thủ công nghiệp nhà nước
Chúa Nguyễn lập những xưởng đóng tàu, thuyền quy mô lớn với sự giúp đỡ của người phương Tây, tiêu biểu nhất là xưởng ở Hà Mật đã sản xuất ra những loại thuyền có trọng tải lên tới 400 tấn. Năm 1674, Đàng Trong có loại thuyền có thể chở được 64 người.
Việc đúc tiền ở Đàng Trong bắt đầu khá muộn, từ năm 1736 dưới thời Nguyễn Phúc Chú. Tiền được đúc tại Cục đúc tiền dù tốn kém nhưng không thông dụng.
Xưởng đúc súng được mở từ năm 1631, hiện nay vẫn còn di tích ở Huế. Xưởng này có sự trợ giúp của người Bồ Đào Nha là Joao da Cruz. Nhờ xưởng đúc này, chúa Nguyễn có hơn 200 khẩu súng vào năm 1642, tạo nên sức mạnh góp phần chống trả thành công những cuộc tiến công của chúa Trịnh.
Đàng Trong không có nhiều tài nguyên khoáng sản như Đàng Ngoài: không có mỏ đồng, chỉ có một số mỏ sắt và mỏ vàng. Mỏ sắt ở Phú Bài (huyện Phú Vang), trang Điển Phúc thuộc Bố Chính; mỏ vàng tập trung ở nguồn Thu Bồn thuộc huyện Duy Xuyên (Thăng Hoa) và 4 ngọn núi ở xã Nam Phố huyện Phú Vang. Các chúa Nguyễn kiểm soát chặt chẽ việc khai thác vàng, cho phép nhân dân những vùng có vàng thì dân tập trung khai thác và đãi vàng, được miễn suất đi lính.
Phương thức khai thác vàng ở Đàng Trong rất thủ công, bằng công cụ thô sơ, nhiều năm không được cải tiến, vì vậy năng suất rất thấp.

### Thủ công nghiệp nhân dân
Nghề làm gốm nổi tiếng tại các làng Lộc Thượng, Phú Vinh (Quảng Nam), Mỹ Thiện (Quảng Ngãi).
Nghề dệt tạo ra các sản phẩm như lụa, gấm, sa… từ các làng xã thuộc Điện Bàn, Thăng Hoa, Phú Xuân, Lệ Thủy. Sản phẩm còn xuất khẩu sang Nhật, Trung Quốc và châu Âu.
Vùng Quảng Nam và Quảng Ngãi là hai trung tâm sản xuất đường, tạo ra các loại đường trắng, mịn, tinh khiết và đường phổi thơm ngon.

## Thương mại

### Nội thương
Cùng sự mở mang đất đai vào phía nam, các chợ cũng hình hành ngày càng nhiều vì nhu cầu trao đổi hàng hóa. Các chợ lớn ở phủ gồm có: Xứ Thuận Hóa có 5 chợ, Phủ Thăng Hoa có 6 chợ, Phủ Quy Nhơn có 5 chợ, Phủ Bình Khang có 4 chợ, Phủ Diên Khánh có 3 chợ, Phủ Gia Định có 5 chợ. Đến thế kỷ 18, ở Gia Định còn có thêm chợ Bến Nghé, chợ Cây Đa, chợ Bến Sỏi, chợ Điều Khiển, chợ Thị Nghè, chợ Tân Kiểng, chợ Bình An, chợ Sài Gòn, chợ Nguyên Thực.
Chúa Nguyễn áp dụng mức thuế khá cao, lập ra 140 tuần ty, có ở hầu hết các phủ, huyện, miền thượng du và miền biên.
Gia Định trở thành đầu mối thị trường gạo. Gạo từ đây chuyển ra vùng Thuận Quảng và các nhu yếu phẩm từ Thuận Quảng được mang vào tiêu thụ ở Nam Bộ.
Dù bị các chúa Trịnh và chúa Nguyễn ngăn cấm, giữa Đàng Trong và Đàng Ngoài vẫn có luồng buôn bán trao đổi không chính thức. Gạo từ Gia Định được bán ra Bắc Hà để đổi lấy lụa, đĩnh, đoạn, quần áo.

### Ngoại thương

#### Các đối tác
Trung Quốc
Khi nhà Thanh tận diệt nhà Minh (1661), nhiều người Hoa không chịu quy phục người Mãn đã vượt biển chạy vào Đàng Trong làm nghề buôn bán. Các lái buôn Trung Quốc đi đường biển thường xuất phát từ Triều Châu, Quảng Châu, Thiều châu, Phúc Kiến, thuyền buôn vào cửa Eo hay cửa Đại Chiêm để lên phố Thanh Hà hoặc Hội An. Họ có sự hỗ trợ của những người Hoa sinh sống tại Đại Việt, lại được sự ưu đãi hơn của các chúa Nguyễn so với người phương Tây. Do đó họ là những người lũng đoạn thị trường các đô thị như Phiên Trấn, Hội An, Hà Tiên, Gia Định.
Nhật Bản
Các thương nhân Nhật không vào được thị trường Trung Quốc vì chính sách cấm thông thương của nhà Minh đã chuyển sang thị trường Đại Việt. Một thời gian sau, ngay cả khi Nhật Hoàng có lệnh cấm thuyền Nhật ra buôn bán ở nước ngoài, vẫn có tàu Nhật đến giao dịch ở Hội An. Hàng hóa người Nhật mang đến là đồng, lưu huỳnh, vũ khí, vải bông, giấy, yên ngựa; họ mua về tơ, vải thô, lụa, long não, lô hội, trầm hương, da cá mập, hồ tiêu, song mây.
Bồ Đào Nha
Các giáo sĩ và thương nhân Bồ Đào Nha đến Đại Việt từ đầu thế kỷ 16. Các thương nhân Bồ Đào Nha không đại diện cho công ty nào và không đến cư ngụ, mở thương điếm. Biết chúa Nguyễn cần vũ khí để chống chúa Trịnh, họ mang đến súng ống, diêm tiêu, kẽm, đồng... có thợ kỹ thuật đi cùng. Vì vậy họ được các chúa Nguyễn nể trọng và ưu đãi hơn so với người Hà Lan. Dù được các chúa Nguyễn cho phép xây dựng những cơ sở kinh doanh ở Hội An như lập phố, xây kho nhưng người Bồ không thực hiện. Hàng hóa người Bồ Đào Nha mang đến gồm có: vũ khí, chì, đồng, kẽm, diêm sinh, cánh kiến; họ mua về tơ lụa, đường, trầm hương, kỳ nam và cá khô.
Hà Lan
Quan hệ giữa Đàng Trong và người Hà Lan căng thẳng từ vụ người Hà Lan giúp chúa Trịnh đánh chúa Nguyễn năm 1643. Năm 1651, quan hệ hai bên được nối lại, chúa Nguyễn ký Hiệp ước thương mại với họ và thả các tù binh Hà Lan. Tuy nhiên việc làm ăn của người Hà Lan tại đây sau đó cũng không thuận lợi và họ đã rút đi.
Anh
Hoạt động thương mại của người Anh tại Đàng Trong rất ít kết quả. Năm 1613, tàu của người Anh từ Nhật Bản đến Đàng Trong dâng quốc thư và chào hàng. Nguyễn Phúc Nguyên mua một số vải, nhưng trên đường về các thương nhân Anh bị quân chúa Nguyễn tàn sát. Năm1695, tàu Anh đến xin gặp nhưng chúa Nguyễn chưa dứt khoát cho họ mở thương điếm, do đó họ chán nản bỏ đi. Năm 1702, người Anh chiếm đảo Côn Lôn có vị trí chiến lược trên biển làm chỗ kinh doanh. Năm 1703, chúa Nguyễn phối hợp với những người Malay trên đảo đánh đuổi người Anh đi.

#### Các cảng khẩu
Hội An, Đà Nẵng
Hội An là thương cảng nằm bên bờ sông Thu Bồn, hình thành từ đầu thế kỷ 17. Đây là cảng sâu, thuyền bè vào thuận lợi. Khi các thương nhân phương Tây tìm đến đây cũng là lúc nhà Minh bỏ việc cấm buôn bán với các nước Đông Nam Á, vì vậy Hội An trở thành điểm thích hợp để chuyển hàng hóa của thương nhân Trung Quốc và Nhật Bản. Chúa Nguyễn đồng thời chọn Hội An là cảng giao thương với người nước phương Tây, vì vậy hoạt động buôn bán nơi đây rất sôi động. Ngoài ra, Hội An còn là điểm giao dịch không chính thức giữa Đàng Trong với Đàng Ngoài. Hằng năm tại đây diễn ra hội chợ trong gần 4 tháng.
Đến cuối thế kỷ 18, nơi đây suy tàn dần do điều kiện tự nhiên không còn ủng hộ: cảng bị thu hẹp và các lạch sông lúc lở, lúc bồi với xu hướng cạn dần không thuận tiện cho tàu thuyền ra vào nữa. Cùng lúc đó, Đà Nẵng nổi lên là cảng có điều kiện tự nhiên tốt, các chúa Nguyễn quy định người nước ngoài chỉ được vào giao dịch tại nơi duy nhất là Đà Nẵng, do đó Hội An trở nên vắng vẻ.
Thanh Hà
Thanh Hà vốn là làng nhỏ nằm ở tả ngạn sông Hương. Phố cảng Thanh Hà được hình thành trên cơ sở chợ Thanh Hà và cảng Thanh Hà khi chúa Nguyễn Phúc Lan dời đô từ Phúc Yên vào Huế năm 1636. Thương gia nước ngoài đến đây chủ yếu là người Trung Quốc. Với thị trường nội địa, Thanh Hà là trung tâm trao đổi giữa Thuận - Quảng và Gia Định, Đồng Nai. Với bên ngoài, nơi đây trao đổi hàng hóa với Trấn Ninh, Hạ Lào theo sông Hiếu. Trong thế kỷ 17 và 18, đây là đô thị thịnh vượng bên cạnh đô thành Phú Xuân.
Sài Gòn – Gia Định
Chúa Nguyễn chính thức cho lập phủ Gia Định từ năm 1698. Đất Gia Định có 17 cửa biển, thuận lợi cho việc giao thông. Lúa gạo từ vùng này được chở ra bán ở Phú Xuân. Tại Cù Lao Phố có nhiều thuyền buôn Trung Quốc, Nhật, Malay và châu Âu đến giao dịch. Ngoài gạo, sản phẩm giao dịch còn có đường cát.

## Tiền tệ

### Tiền đồng
Vì Đàng Trong không có mỏ đồng, trong suốt hơn 100 năm đầu từ khi ly khai chính quyền vua Lê chúa Trịnh, các chúa Nguyễn phải nhờ đến lượng tiền đồng hàng năm đưa đến từ Trung Quốc, Nhật Bản, Batavia do các thuyền buôn mang đến.
Do đó hai loại tiền Toraisen và Bitasen ở Nhật Bản được thu hồi lại dần vì bị hao mòn, không còn được lưu hành tại Nhật. Một số người Nhật đã mang hai loại tiền Toraisen và Bitasen bán lại cho công ty Đông Ấn Hà Lan để họ đưa sang bán cho chúa Nguyễn ở Đàng Trong làm tiền sử dụng.
Tiền tiêu dùng hoàn toàn được nhập từ bên ngoài, trong các đồng tiền Nhật qua tay người Hà Lan đưa vào không chỉ có các đồng tiền cũ Toraisen và Bitasen mà có cả tiền mới Vĩnh Khoan thông bảo cùng tiền Vĩnh Lạc thông bảo của Trung Quốc.
Việc không có mỏ đồng ở Đàng Trong khiến các chúa Nguyễn phải triệt để tận dụng nguồn cung cấp từ các thương nhân bên ngoài và hậu đãi họ, nhờ họ chuyển những thư từ ngoại giao sang cho chính quyền Nhật Bản, Batavia để giữ mối quan hệ hữu hảo. Xưởng đúc Makajima và Nagazaki (Trường Kỳ) để đúc tiền mậu dịch bán cho bên ngoài được chính quyền Mạc Phủ cho phép chính thức từ năm 1659, từ đó hình thành cụm từ "tiền mậu dịch TrườngKỳ" mà chỉ để bán cho nước ngoài chứ không cho phép người Nhật tiêu (họ bị buộc phải đổi sang tiền Vĩnh Khoan).

### Tiền kẽm
Do Nhật Bản chấm dứt việc xuất khẩu đồng, ảnh hưởng nghiêm trọng tới Đàng Trong. Chúa Nguyễn Phúc Khoát phải tự xoay xở bằng cách tự đúc tiền. Vì không có mỏ đồng và hết nguồn cung cấp từ bên ngoài, đến năm 1746, chúa Nguyễn đã quyết định khởi sự việc dùng hợp kim ô diên (kẽm đen) để đúc tiền kẽm thay thế tiền đồng. Đó là đồng tiền Thiên Minh thông bảo.
Ban đầu 1 đồng tiền kẽm được tính bằng 1 đồng tiền đồng. Nhưng sau đó tiền kẽm được đúc có trọng lượng thấp đi, chất lượng kém nên dần dần mất giá, 3 đồng kẽm mới bằng 1 đồng tiền đồng. Chính sách đúc tiền lưu hành của chúa Nguyễn không được nghiên cứu và thi hành cẩn trọng nên gây ra kinh tế hỗn loạn và suy sụp, tình trạng nghèo đói là một nguyên nhân bùng nổ những cuộc chống đối.
Năm 1775, khi chiếm được Thuận Hóa của Đàng Trong, Trịnh Sâm tiếp tục cho Bùi Thế Đạt đúc tiền kẽm để sử dụng, và quy định tỷ lệ giá trị giữa tiền hai miền là 3 tiền kẽm Đàng Trong = 1 tiền kẽm Đàng Ngoài.